# Coshieville

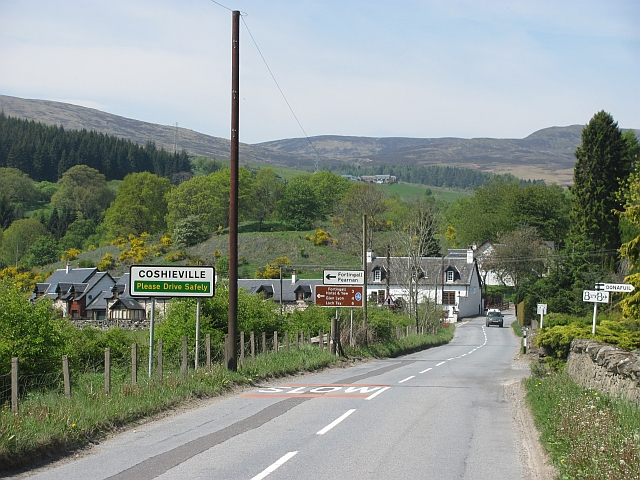
Ortseinfahrt von Coshieville

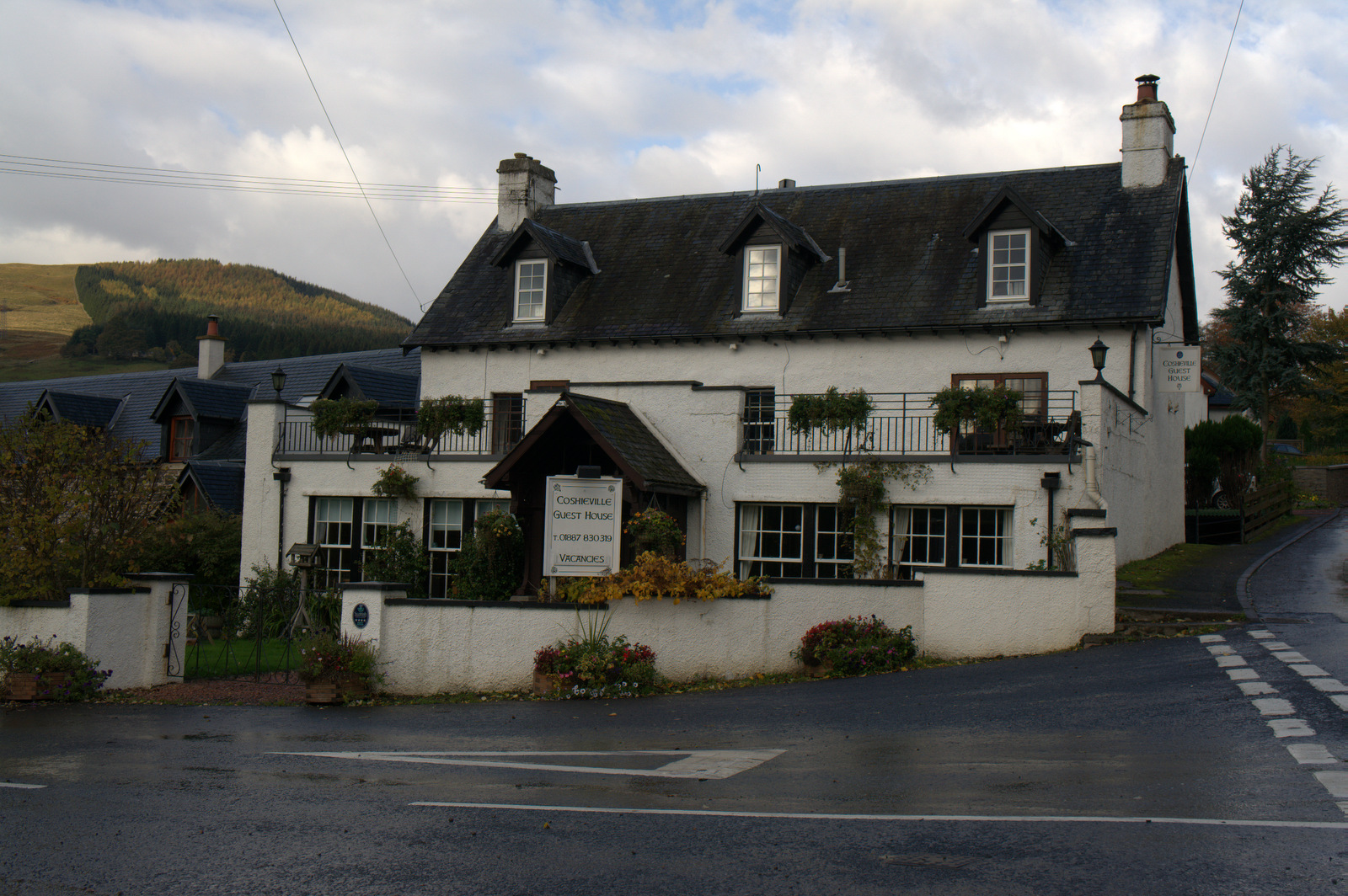
Haus in Coshieville

Coshieville ist eine kleine Ortschaft, die im Norden von Schottland zwischen Inverness im Norden und Perth im Südosten in der Region Perth and Kinross liegt. Im Rahmen der historischen Gliederung Schottlands in Civil Parishes zählt es zu Dull, das zu Perthshire gehörte.

## Geographie
Coshieville liegt am südlichen Ende des Tales Strath of Appin, etwas östlich des linken Ufers des Baches Keltney Burn und kurz vor dessen Mündung in den River Lyon. Westlich des Baches beginnt das Civil Parish Fortingall.

## Historisches
Im frühen 18. Jahrhundert waren im Ort, im Coshieville Hotel, Offiziere von General Wades Truppen zur Überwachung des Baus von Militärstraßen untergebracht.
In Coshieville fanden Ende Oktober und im Dezember Viehmärkte in Form von Messen statt. Zum Kauf angeboten wurden Rinder und Schafe aus der Umgebung.